# Elsa Conrad
Elsa Conrad (9 de mayo de 1887 - 19 de febrero de 1963), apodada Igel, fue una mujer de negocios y empresaria de clubes nocturnos alemana. En la década de 1930 fue arrestada e internada en el campo de concentración de Moringen por el Partido Nazi y se vio obligada a emigrar, debido a su sexualidad, sus opiniones políticas y las leyes raciales nazis.

## Biografía
Nacida como Elsa Rosenberg el 9 de mayo de 1887 en Berlín, era hija de madre judía, Bertha Rosenberg (1861-1940), y de un padre no judío, por lo demás desconocido. Realizó un aprendizaje comercial. En 1910 se casó con Wilhelm Conrad. Este matrimonio terminó en divorcio en 1931; es posible que haya sido un matrimonio simulado y que Wilhelm fuera homosexual.
Tras el fin de la Primera Guerra Mundial, Elsa Conrad, apodada «Igel» («erizo») por su corte de pelo de punta, dirigió varios negocios que se convirtieron en lugares de encuentro para mujeres lesbianas. Uno de ellos era un bar llamado Verona-Diele. Conrad conoció a su pareja, Amalie "Mali" Rothaug (1890-1984), alrededor de 1927 y abrieron juntas un bar en Berlín-Schoeneberg conocido como Mali und Igel. Dentro del bar, había un club llamado Monbijou des Westens. El club era exclusivo y estaba dirigido a la élite intelectual lesbiana de Berlín; una de sus invitadas famosas fue la actriz Marlene Dietrich. Cada año, el club organizaba bailes a los que asistían hasta 600 mujeres.
Cuando los nazis llegaron al poder, comenzó una campaña contra los bares homosexuales que en marzo de 1933 condujo al cierre del Mali und Igel y, con él, del Monbijou. Como Conrad era judía, sus propiedades fueron confiscadas y tuvo que alquilar una habitación de su apartamento para ganarse la vida. Fue arrestada el 5 de octubre de 1935 y encarcelada durante 15 meses en Berlín por "insultar al gobierno del Reich". Había sido denunciada por su origen “no ario”, su orientación sexual y sus declaraciones antiestatales. Mientras Conrad estaba encarcelada, Rothaug puso fin a su relación.
Tras su liberación el 4 de enero de 1937, Conrad fue puesta bajo custodia protectora el 14 de enero y encarcelada en el campo de concentración de Moringen. Le dijeron que si se iba a Palestina o al extranjero, sería liberada, a lo que Conrad estuvo de acuerdo. Durante su internamiento, Hugo Krack, el director del campo, se refirió a ella como "la judía Conrad". Sin embargo, las autoridades retrasaron la concesión del pasaporte, por lo que el pasaje en el barco hacia África Oriental que ya había reservado para Conrad su antigua amante, Berta Stenzel (1892-1979), expiró. Conrad no fue liberada hasta febrero de 1938, con la condición de que abandonara el país ese mismo año. El 12 de noviembre de 1938 zarpó hacia Tanzania. Desde 1943 vivió en Nairobi, Kenia, donde regentó el único bar de leche de la ciudad. Allí tuvo amistad con la familia de Stefanie Zweigm, coinciendo con la autora en su infancia.
Conrad regresó a Alemania, enferma y pobre, en 1961. Murió en Hanau el 19 de febrero de 1963.

## Legado
En 1995, Conrad fue mencionada en la novela autobiográfica de Stefanie Zweig, Nirgendwo in Afrika. El libro fue adaptado a la película Nirgendwo in Afrika y Mechthild Grossmann interpretó a un personaje llamado “Elsa Konrad”.
La historiadora Laurie Marhoefer utilizó el ejemplo de la vida de Conrad para ilustrar cómo las vidas de las lesbianas son un tema poco investigado en los estudios del Holocausto.